# Hans Albrecht von Gemmingen
Hans Albrecht von Gemmingen (* 1624; † 27. Juli 1685) war Grundherr in Widdern, Maienfels und Leibenstadt. 

## Leben
Er war ein Sohn des Hans Conrad von Gemmingen († 1632) aus dessen zweiten Ehe mit Sibylla Maria von Helmstatt (1586–1663). Beim Tod des Vaters waren die ihn überlebenden Kinder alle noch minderjährig und wurden unter Vormundschaft gestellt. Hans Albrecht trat in das kaiserliche Militär ein und wurde Offizier im sponeckschen Regiment. Als die Reichsarmee 1644 mit ihrem Hauptquartier Neckarsulm bezog, bat Hans Albrechts Vormund Weiprecht von Gemmingen um seine Freilassung. Da Hans Albrecht aber noch jung war, hatte er ein weiteres Jahr zu dienen. Als er 1646 heiratete, brachte seine Gattin über das Erbe ihrer Mutter das Erbrecht auf das Dottenheimer Lehen im Schüpfergrund mit in die Ehe. Hans Albrecht selbst hatte den Gemmingenschen Besitz in Widdern geerbt. Sein Bruder Philipp Christoph (1621–1660) erbte Maienfels, starb aber ohne Nachkommen, so dass auch Maienfels wieder an Hans Albrecht kam. Er liegt mit seiner Frau in Widdern begraben.

## Familie
Er war verheiratet mit Anna Kunigunde Senft von Sulburg (1629–1676) und gehört zum Zweig Widdern-Maienfels innerhalb des 1. Astes (Bürg) in der III. Linie (Neckarzimmern/Bürg) der Freiherren von Gemmingen. Der Sohn Friedrich erbte Maienfels, der Sohn Johann Reinhard erbte Widdern. Beide Söhne gingen jeweils Ehen mit Töchtern von Achilles Christoph von Gemmingen aus dem Zweig Bürg-Presteneck ein.

## Nachkommen
- Helena Maria (1649–1703) ⚭ Johann Wolf von Berlichingen
- Benigna (* 1654) ⚭ Melchior von Vesterburg
- Albrecht (1655–1667)
- Philippa (* 1657)
- Maria Juliana (1658–1677)
- Sophia Amalia (1659–1739) ⚭ Friedrich Dietrich von Zyllnhardt
- Eberhard Wilhelm (1663–1697)
- Friedrich (* 1668) ⚭ Sophie Margarethe von Gemmingen
- Johann Reinhard (1648–1713) ⚭ Cara Sibylla von Gemmingen, Christine Agnes von Bettendorff, Eva Maria von Gemmingen-Gemmingen